# All of Me
All of Me ist ein Popsong mit der Komposition von Gerald Marks (1900–1997) und dem Text von Seymour Simons (1896–1949), die 1931 für eine kleine Revue im Fisher Theatre von Detroit entstand und sich zum Evergreen entwickelte.

## Der Song
All of Me ist ein Song in der Liedform ABAC mit 32 Takten, für den eine Interpretation in einem mäßig schnellen Tempo vorgesehen ist. Die Melodie besteht hauptsächlich aus den Akkordtönen der dem Song zu Grunde liegenden Harmonien.

## Wirkungsgeschichte
Die Vaudeville-Künstlerin Belle Baker (1893–1957) sang den Song in der Detroiter Show. Sie hatte kurz zuvor ihren Mann verloren; das stellte einen Anlass für die Presse dar, überregional zu berichten, so dass der Song in ihrer Einspielung häufig im Radio gespielt wurde. Im Dezember 1931 folgte eine Aufnahme des Orchester Paul Whiteman mit der Sängerin Mildred Bailey. Im Januar 1932 war diese Version drei Wochen lang an der Spitze der Hitparade. Kurz darauf kam auch die Interpretation von Louis Armstrong auf Platz eins.
Weitere Versionen, die in den amerikanischen Charts erfolgreich waren, wurden eingespielt von:
- Ben Selvin and His Orchestra (1932, #19)
- Count Basie and His Orchestra (1943 mit Sängerin Lynne Sherman, #14)
- Frank Sinatra (1948, #21)[1]
- Johnnie Ray (1952, #12)[2]

Der Song wurde auch in dem Film Careless Lady von 1932 aufgegriffen. In Deutschland nahm Eric Borchard mit seiner Band den Titel 1932 für das kurzlebige Berliner Label Triton auf, wobei er selbst den Refrain sang.
Das Lied entwickelte sich während des Zweiten Weltkrieges zum Jazzstandard; Benny Carter spielte das Stück 1942 in einem beeindruckenden Arrangement mit schönem Klarinettensolo ein. Prägend sind weiterhin Versionen von Sidney Bechet (1953), Earl Bostic, Savannah Churchill, Duke Ellington, Ella Fitzgerald, Erroll Garner (1949), Lee Konitz (1961), Billie Holiday, Harry James, King Pleasure (1960), Gene Krupa, Red Norvo, Oscar Peterson, Sonny Stitt (1962), Lester Young mit Teddy Wilson (1956), Sarah Vaughan (1954) und Caterina Valente und das Duke Ellington Orchestra (The Great Paris Concert, 1963). Weitere Coverversionen existierten von Chaka Khan (mit Freddie Hubbard, Joe Henderson, Chick Corea, 1982), Dean Martin, Willie Nelson, Michael Bublé, Harri Stojka, Biréli Lagrène, Helga Sven (in dem Film Family Heat), Touching Moods sowie eine Punk-Rock-Version von NOFX.
Auf Deutsch gibt es Coverversionen von Karel Gott und Georgette Dee, als „Liebe mich“ des Gesangsduos Blue Diamonds.
Auf den Akkordfolgen des Songs beruhen die Titel „Background Music“ von Warne Marsh und „Lo Flame“ von Bill Dobbins.